# 瑞章克申 (亞利桑那州)
瑞章克申（英語：Ray Junction）是位於美國亞利桑那州皮納爾縣的一個非建制地區。該地的面積和人口皆未知。

## 地理
瑞章克申的座標為33°06′25″N 110°57′47″W / 33.10694°N 110.96306°W，而該地的平均海拔高度為545米（即1788英尺）。